# USS Philadelphia (CL-41)
USS Philadelphia (CL-41) là một tàu tuần dương hạng nhẹ thuộc lớp Brooklyn của Hải quân Hoa Kỳ từng phục vụ trong Chiến tranh Thế giới thứ hai. Nó Là chiếc tàu chiến thứ năm của Hải quân Mỹ được đặt cái tên này, theo tên thành phố Philadelphia, Pennsylvania. Sau khi chiến tranh kết thúc nó được cho xuất biên chế, và đến những năm 1950, nó được bán cho Hải quân Brazil và phục vụ dưới tên gọi Almirante Barroso cho đến khi bị tháo dỡ vào năm 1973. Philadelphia được tặng thưởng năm Ngôi sao Chiến trận do thành tích phục vụ trong Thế Chiến II.

## Thiết kế và chế tạo
Philadelphia được đặt lườn vào ngày 28 tháng 5 năm 1935 tại Xưởng hải quân Philadelphia; được hạ thủy vào ngày 17 tháng 11 năm 1936; được đỡ đầu bởi bà George H. Earle, phu nhân Thị trưởng Pennsylvania; và được cho nhập biên chế tại Philadelphia vào ngày 23 tháng 9 năm 1937 dưới quyền chỉ huy của hạm trưởng, Đại tá Hải quân Jules James.

## Lịch sử hoạt động

### Giữa hai cuộc thế chiến
Sau khi hoàn tất việc trang bị, chiếc tàu tuần dương rời Philadelphia vào ngày 3 tháng 1 năm 1938 cho chuyến đi chạy thử máy tại Tây Ấn, tiếp nối bằng những sửa chữa cải biến tại Philadelphia cùng các cuộc thử nghiệm ngoài khơi bờ biển Maine.
Philadelphia đi đến Charleston, South Carolina vào ngày 30 tháng 4 và đã đón lên tàu Tổng thống Franklin Delano Roosevelt vào tuần lễ đầu tiên của tháng 5 cho một chuyến đi thị sát đến khu vực biển Caribbe. Tổng thống rời tàu tại Charleston vào ngày 8 tháng 5, và Philadelphia tiếp nối các hoạt động cùng Hải đội Tuần dương 8 ngoài khơi bờ biển Đại Tây Dương. Nó được chỉ định làm soái hạm của Chuẩn Đô đốc F.A. Todd, Tư lệnh Hải đội Tuần dương 8 thuộc Lực lượng Chiến trận vào ngày 27 tháng 6. Trong những tháng tiếp theo sau, nó viếng thăm các cảng tại Tây Ấn, New York, Boston và Norfolk, Virginia.
Băng qua kênh đào Panama vào ngày 1 tháng 6 năm 1939, Philadelphia tham gia cùng Hải đội Tuần dương 8 tại San Pedro, California vào ngày 18 tháng 6 cho các hoạt động dọc theo bờ biển Thái Bình Dương. Nó rời Los Angeles, California vào ngày 2 tháng 4 năm 1940 hướng đến Trân Châu Cảng, nơi nó tham gia các cuộc cơ động của hạm đội cho đến tháng 5 năm 1941.
Philadelphia rời Trân Châu Cảng vào ngày 22 tháng 5 năm 1941 để tiếp nối các hoạt động tại Đại Tây Dương, về đến Boston vào ngày 18 tháng 6. Vào lúc này, nó tiến hành các cuộc Tuần tra Trung lập, đi về phía Nam cho đến tận Bermuda và về phía Bắc cho đến Halifax, Nova Scotia. Nó vào Xưởng hải quân Boston ngày 25 tháng 11 để bảo trì, và đang trong tình trạng sửa chữa khi Nhật Bản tấn công Trân Châu Cảng.

### 1942
11 ngày sau khi Hoa Kỳ tham gia Chiến tranh Thế giới thứ hai, Philadelphia lên đường để tập luyện tại vịnh Casco, sau đó nó gia nhập cùng hai tàu khu trục cho các hoạt động tuần tra chống tàu ngầm từ Argentia, Newfoundland. Quay trở về New York vào ngày 14 tháng 2 năm 1942, nó thực hiện hai chuyến đi hộ tống đến Hafnarfjörður, Iceland. Sau đó nó gia nhập các đơn vị thuộc Lực lượng Đặc nhiệm 22 tại Norfolk vào ngày 16 tháng 5, rồi lên đường hai ngày sau đó cho các hoạt động càn quét chống tàu ngầm cho đến khu vực kênh đào Panama.
Sau đó nó quay về New York, rồi lại lên đường vào ngày 1 tháng 7 trong thành phần hộ tống cho một đoàn tàu vận tải hướng sang Greenock, Scotland. Đến giữa tháng 8, nó lại hộ tống một đoàn tàu vận tải thứ hai đi sang Greenock. Quay trở về Norfolk vào ngày 15 tháng 9, nó tham gia Lực lượng Đặc nhiệm Hải quân Tây của Chuẩn Đô đốc H. Kent Hewitt.
Lực lượng này có nhiệm vụ cho đổ bộ khoảng 35.000 binh lính và 250 xe tăng thuộc Lực lượng Đặc nhiệm Tây của Tướng George Patton tại ba địa điểm khác nhau trên bờ biển Đại Tây Dương của Maroc. Philadelphia trở thành soái hạm của Chuẩn Đô đốc Lyal A. Davidson, Tư lệnh Đội Đặc nhiệm Nam, chuyên chở 6.423 binh lính cùng 108 xe tăng thuộc quyền Trung tướng Ernest N. Harmon để đổ bộ lên Safi, Morocco, khoảng 140 mi (230 km) phía Nam Casablanca.
Đội đặc nhiệm của Philadelphia khởi hành từ Norfolk vào ngày 24 tháng 10 trên một lộ trình giống như đang hướng sang quần đảo Anh Quốc. Toàn bộ Lực lượng Đặc nhiệm Hải quân Tây được tập hợp ở cách 450 mi (720 km) ngoài khơi mũi Race vào ngày 28 tháng 10, bao gồm 102 tàu trải ra trên một khu vực trên đại dương khoảng 20 × 40 dặm (30 × 60 km), kể cả lực lượng bảo vệ vòng ngoài. Đây là lực lượng hạm đội chiến trận lớn nhất mà Hoa Kỳ từng tung ra cho đến lúc đó. Lực lượng đặc nhiệm nhắm về hướng Bắc trong ngày 6 tháng 11, rồi đổi hướng tiến đến eo biển Gibraltar. Nhưng vào lúc trời tối, chúng lại đổi hướng sang Đông Nam đi về phía Casablanca, và không lâu trước nữa đêm ngày 7 tháng 11, ba đội đặc nhiệm tiếp cận ba điểm khác nhau trên bờ biển Morocco.
Philadelphia chiếm lấy vị trí bắn pháo hỗ trợ trong khi các tàu vận tải đổ quân vào lúc trời còn tối vào tảng sáng ngày 8 tháng 11. Các khẩu đội pháo bờ biển khai hỏa lúc 04 giờ 28 phút, và trong vòng hai phút Philadelphia tham gia cùng thiết giáp hạm New York trong việc bắn phá Khẩu đội Railleuse, với bốn khẩu pháo 5,1 in (130 mm), vốn là đơn vị phòng thủ mạnh nhất tại khu vực Safi. Trong buổi sáng hôm đó, Philadelphia còn nả pháo xuống một khẩu đội gồm ba khẩu pháo 6,1 in (150 mm) khoảng 3 mi (4,8 km) về phía Nam Safi.
Thủy phi cơ trinh sát từ chiếc tàu tuần dương cũng tham gia tác chiến với những phi vụ bay hỗ trợ gần mặt đất. Một trong những máy bay của Philadelphia đã tìm thấy và ném bom một tàu ngầm thuộc phe Vichy vào ngày 9 tháng 11 ở khu vực lân cận mũi Kantin. Ngày hôm sau, tàu ngầm Medeuse, một trong số tám chiếc thuộc phe Vichy đã rời khỏi Casablanca, bị phát hiện đang chìm ở phần đuôi và nghiêng nặng sang mạn trái, đã mắc cạn tại Mazagan về phía Bắc mũi Blanco. Được cho là cùng chiếc tàu ngầm đã bị tấn công ngoài khơi mũi Kantin trước đó, Medeuse lại bị một máy bay của Philadelphia phát hiện và tiếp tục bị ném bom.

### 1943
Rời Safi vào ngày 13 tháng 11, Philadelphia quay trở về New York vào ngày 24 tháng 11. Hoạt động từ cảng này cho đến ngày 11 tháng 3 năm 1943, nó tham gia hộ tống hai đoàn tàu vận tải đi đến Casablanca. Sau đó nó gia nhập Lực lượng Đặc nhiệm 85 của Chuẩn Đô đốc Alan G. Kirk trong hoạt động huấn luyện tại vịnh Chesapeake nhằm chuẩn bị cho việc đổ bộ lên Sicilia.
Một đoàn tàu vận tải được hộ tống bởi Philadelphia và chín tàu khu trục đã khởi hành từ Norfolk vào ngày 8 tháng 6 và đi đến Oran, Algérie vào ngày 22 tháng 6, nơi các hoạt động tập trung lực lượng sau cùng được tiến hành. Đoàn tàu vận tải khởi hành từ Oran vào ngày 5 tháng 7, và đi đến ngoài khơi các bãi biển của Scoglitti, Sicilia không lâu trước nữa đêm ngày 9 tháng 7. Philadelphia đã trợ giúp vào việc bắn pháo hỗ trợ trong khi lực lượng thuộc Sư đoàn Bộ binh 45 dưới quyền Trung tướng Troy Middleton đổ bộ lên bờ. Đến ngày 15 tháng 7, nó tham gia nhóm bắn pháo hỗ trợ ngoài khơi Porto Empedocle, nơi các khẩu pháo của nó được sử dụng đắc lực.
Philadelphia rời khỏi khu vực bắn pháo hỗ trợ vào ngày 19 tháng 7 và di chuyển đến Algiers, nơi nó trở thành soái hạm của lực lượng hỗ trợ dưới quyền Chuẩn Đô đốc L. A. Davidson. Lực lượng Đặc nhiệm 88 này được hình thành vào ngày 27 tháng 7 với nhiệm vụ phòng thủ Palermo, bắn pháo hỗ trợ cho việc tiến quân của Tập đoàn quân 7 dọc theo bờ biển, cung ứng tàu đổ bộ cho các hoạt động "nhảy cóc" phía sau phòng tuyến của đối phương, và vận chuyển pháo binh hạng nặng, hàng tiếp liệu và xe cộ để giải tỏa bớt áp lực đối với tuyến đường bộ và đường sắt độc đạo dọc theo bờ biển. Philadelphia cùng với tàu tuần dương chị em Savannah và sáu tàu khu trục đã tiến vào cảng Palermo vào ngày 30 tháng 7, và vào ngày hôm sau đã tiến hành bắn phá các khẩu đội pháo bờ biển gần San Stefano di Camatra.
Các hoạt động tại khu vực Palermo tiếp tục cho đến ngày 21 tháng 8, khi Philadelphia lên đường đi Algiers. Trong quá trình hoạt động hỗ trợ cho cuộc chiếm đóng Sicilia, chiếc tàu tuần dương đã trợ giúp hỏa lực pháo rộng rãi và đẩy lui nhiều cuộc không kích của đối phương, bắn rơi tổng cộng sáu máy bay. Nó ghé qua Oran, Algeria trước khi lại lên đường vào ngày 5 tháng 9 để đi đến Salerno.
Đoàn tàu vận tải của nó tiến vào vịnh Salerno vài giờ trước nữa đêm ngày 8 tháng 9 năm 1943. Hoạt động tác chiến của Philadelphia bắt đầu ngoài khơi các bãi của Salerno lúc 09 giờ 43 phút ngày hôm sau, khi nó tiến hành bắn phá bờ biển. Khi một trong những thủy phi cơ trinh sát của nó phát hiện 35 xe tăng Đức đang ẩn nấp tại một khu rừng gần bãi Red, các khẩu pháo của Philadelphia đã nhắm vào chúng, tiêu diệt bảy chiếc trước khi chúng rút lui về phía sau.
Philadelphia suýt bị đánh trúng một quả bom lượn vào ngày 11 tháng 9, cho dù nhiều thủy thủ đã bị thương khi quả bom phát nổ dưới nước cạnh con tàu. Trong khi bắn phá các mục tiêu ngoài khơi Aropoli vào ngày 15 tháng 9, chiếc tàu tuần dương đã bắn rơi một trong số 12 máy bay đối phương tấn công, và đã trợ giúp vào việc đẩy lùi một đợt tấn công thứ hai cùng ngày tại khu vực phụ cận Altavilla. Nó bắn rơi thêm hai máy bay đối phương nữa vào ngày 17 tháng 9 và đã rời khu vực bắn pháo đêm hôm đó hướng đến Bizerte, Tunisia. Sau khi được bảo trì tại Gibraltar, Philadelphia rời Oran vào ngày 6 tháng 11 trong thành phần hộ tống cho một đoàn tàu vận tải và đến Hampton Roads vào ngày 21 tháng 11.

### 1944
Philadelphia trải qua đợt đại tu tại New York, rồi một đợt huấn luyện ôn tập tại vùng biển Chesapeake cho đến ngày 19 tháng 1 năm 1944, khi nó khởi hành từ Norfolk trong thành phần hộ tống cho một đoàn tàu vận tải đi đến Oran vào ngày 30 tháng 1.
Philadelphia gia nhập lực lượng hỗ trợ hỏa lực ngoài khơi Anzio vào ngày 14 tháng 2, và đã bắn pháo trợ giúp cho việc tiến quân của lực lượng trên bờ cho đến ngày 23 tháng 5. Sau khi được đại tu tại Malta, nó gia nhập Đội Đặc nhiệm 85.12 của Đô đốc C. F. Bryant tại Taranto, Ý. Chiếc tàu tuần dương phục vụ trong vai trò hộ tống cho đội đặc nhiệm, vốn đã đi đến vịnh Saint-Tropez, Pháp vào ngày 15 tháng 8. Lúc 06 giờ 40 phút, nó cùng với các thiết giáp hạm Texas và Nevada và các tàu chiến khác tiếp cận các bãi biển. Đến 08 giờ 15 phút, cuộc bắn phá đã tiêu diệt hệ thống phòng thủ của đối phương, và Sư đoàn Bộ binh 45 "Thunderbirds" nổi tiếng của Trung tướng William W. Eagles đổ bộ mà không gặp phải sự kháng cự đáng kể nào.
Sau khi được tiếp tế đạn dược tại Propriano, Corse vào ngày 17 tháng 8, Philadelphia bắn pháo hỗ trợ cho lực lượng Quân đội Pháp tại khu vực ngoại vi phía Tây Toulon. Bốn ngày sau, sĩ quan chỉ huy của nó, Đại tá Hải quân Walter A. Ansel, tiếp nhận sự đầu hàng của các đảo pháo đài Pomeques, Château d'If và Ratonneau trong vịnh Marseilles. Sau các nhiệm vụ bắn pháo hỗ trợ ngoài khơi Nice, chiếc tàu tuần dương rời Napoli vào ngày 20 tháng 10 và trở về đến Philadelphia vào ngày 6 tháng 11.

### 1945
Philadelphia trải qua đợt đại tu tại Xưởng hải quân Philadelphia, rồi một đợt huấn luyện ôn tập tại khu vực Tây Ấn trước khi quay trở về Norfolk, Virginia vào ngày 4 tháng 6 năm 1945. Nó lên đường đi Antwerp, Bỉ vào ngày 7 tháng 7, hoạt động trong vai trò hộ tống cho chiếc tàu tuần dương Augusta vốn đang đưa Tổng thống Harry S. Truman và đoàn tháp tùng, bao gồm Ngoại trưởng Byrnes và Thủy sư Đô đốc William D. Leahy. Đi đến Antwerp vào ngày 15 tháng 7, Tổng thống rời Augusta đáp máy bay để đi dự Hội nghị Potsdam. Trước khi cuộc hội đàm kết thúc, Philadelphia đi đến Plymouth, Anh Quốc chờ đợi Tổng thống trong lượt quay trở về.
Ngày 2 tháng 8, Philadelphia bắn pháo chào mừng Vua George VI, vốn thực hiện cuộc viếng thăm xã giao Tổng thống Truman bên trên chiếc Augusta. Các con tàu lên đường cùng ngày hôm đó, và chiếc tàu tuần dương về đến Norfolk, Virginia vào ngày 7 tháng 8.

### Sau chiến tranh
Philadelphia khởi hành từ vịnh Narragansett để đi đến Southampton, Anh Quốc vào ngày 6 tháng 9 năm 1945, và quay trở về vào ngày 25 tháng 9 trong vai trò hộ tống cho chiếc tàu biển chở hành khách nguyên của Đức Europa. Sau các hoạt động tại vịnh Narragansett và vịnh Chesapeake, nó đi đến Philadelphia vào ngày 26 tháng 10. Lên đường đi Le Havre, Pháp vào ngày 14 tháng 11, nó đón lên tàu những hành khách Lục quân để đưa quay trở về New York vào ngày 29 tháng 11. Nó còn thực hiện một chuyến đi "Magic Carpet" khác từ New York đến Le Havre và quay trở về từ ngày 5 đến ngày 25 tháng 12, và đã đi đến Philadelphia vào ngày 9 tháng 1 năm 1946 cho những chuẩn bị để ngừng hoạt động.

### Phục vụ cùng Hải quân Brazil
Philadelphia ngừng hoạt động tại Xưởng hải quân Philadelphia vào ngày 3 tháng 2 năm 1947. Được rút khỏi danh sách Đăng bạ Hải quân vào ngày 9 tháng 1 năm 1951, nó được bán cho Chính phủ Brasil theo những điều khoản của Chương trình Trợ giúp Phòng thủ Tương hỗ. Nó phục vụ trong Hải quân Brazil dưới tên gọi Barroso (C–11) cho đến khi bị tháo dỡ vào năm 1973.

## Phần thưởng
Philadelphia được tặng thưởng năm Ngôi sao Chiến trận do thành tích phục vụ trong Chiến tranh Thế giới thứ hai.
|  |             | Bronze star |
|  | Silver star |             |

| Dãi băng Hoạt động Tác chiến  | Đơn vị Tuyên dương Hải quân                                                  | Huân chương Phục vụ Phòng vệ Hoa Kỳ với 1 Ngôi sao Chiến trận |
| Huân chương Chiến dịch Hoa Kỳ | Huân chương Chiến dịch Châu Âu-Châu Phi-Trung Đông với 5 Ngôi sao Chiến trận | Huân chương Chiến thắng Thế Chiến II                          |